# Lynn Rogers (Biologe)
Lynn Leroy Rogers (* 9. April 1939 in Grand Rapids, Michigan, USA) ist ein amerikanischer Biologe, der sich auf das Studium von wilden Schwarzbären spezialisiert hat. Er ist der Gründer des nordamerikanischen Bärenzentrums („North American Bear Center“).

## Leben
Rogers erlangte 1957 einen Abschluss an der Creston High School in Grand Rapids. Zwei Jahre später wurde er wissenschaftlicher Mitarbeiter am Junior College des dort ansässigen Department of Biological Sciences. 1967 arbeitete er für ein Jahr als Forschungshelfer am Michigan Department of Natural Resources. Anschließend begann er ein Studium am Department of Wildlife der Michigan State University und schloss seinen Bachelor of Science mit Auszeichnung ab. Im Herbst 1969 fing er als angehender Doktorand des Department of Ecology and Behavioral Biology der University of Minnesota eine breite ökologische Studie über amerikanische Schwarzbären an. In Minnesota erhielt er 1970 den wissenschaftlichen Grad Master of Science, dem 1977 die Promotion folgte.
Von 1969 bis 1977 war Rogers wissenschaftlicher Assistent des Bell Museum of Natural History der University of Minnesota. Darüber hinaus war er als Lehrbeauftragter an der University of Wisconsin und als Biologe für verschiedene Einrichtungen, wie dem US Forest Service, tätig. Gegenwärtig arbeitet er für das Wildlife Research Institute in Ely, Minnesota.
Rogers, genannt der „Bärenmann“, erforscht seit über 40 Jahren das Leben der amerikanischen Schwarzbären und ist aufgrund seines Erfolges mithilfe spezieller Arbeitsmethoden berühmt geworden. Er gewinnt das Vertrauen von wild lebenden Schwarzbären, indem er sie über Tage hinaus begleitet, füttert, aus nächster Nähe beobachtet und damit ein Freund ihrer Familie wird. Diese Vorgehensweise hat es ihm ermöglicht, zahlreiche Mythen über die Tiere aufzuklären und überraschende neue Verhaltensweisen zu entdecken. Seine Anwesenheit in der Nähe der Bären kündigt er immer mit den Worten „It's me bear“ („Ich bin es Bär“) an. Hunderte selbstverfasste wissenschaftliche Artikel über das Verhalten der Bären und mehrere Dokumentarfilme zeugen von seiner bedeutenden ökologischen Arbeit. Dafür wurden ihm zahlreiche Auszeichnungen verliehen.

## Werke
- Laurence Pringle, Lynn Rogers: Bearman: Exploring the World of Black Bears, Prentice Hall & IBD, 1989, ISBN 978-0-68419-094-5
- Jeff Fair, Lynn Rogers: The Great American Bear. NorthWord, Minnetonka, MN 1994, ISBN 978-1-55971-412-9